# Casa Galera
La Galera, Galera Real o Casa Galera fue una prisión de mujeres que tuvo en Madrid distintos emplazamientos. Del número 81 de la calle Ancha de San Bernardo (construida allí como anexo del hospicio de la iglesia de Montserrat en 1722), se trasladó en 1750 a la calle Atocha, pasando en 1818 a ocupar el hospicio que había en la calle del Soldado (luego calle Barbieri) en el barrio de Chueca, junto al antiguo cuartel de la Guardia amarilla.